# Vladimir Atlassov
Pour les articles homonymes, voir Atlassov.
Vladimir Vassilievitch Atlassov ou Otlassov (en russe : Владимир Васильевич Атласов ; ISO 9 : Vladimir Vasil'evič Atlasov), né en 1661, mort en 1711, est un cosaque de Sibérie qui a établi la première colonie russe permanente sur la péninsule de Kamtchatka. Le volcan Atlassov et l'île Atlassov, une île volcanique inhabitée à l'extrémité sud du Kamtchatka, portent son nom.

## Biographie
En 1697-1699, Atlassov dirigea une expédition de 65 Cosaques et de 60 Youkaguires chargée d'explorer la péninsule. Il construisit deux forts le long du fleuve Kamtchatka, Nijnekamtchatsk et Verkhnekamtchatsk, qui devinrent des comptoirs d'échanges pour les trappeurs de fourrures.
Au début de l'année 1701, Atlassov s'en retourna à Moscou, où il fut promu au rang d'officier pour la colonisation du Kamtchatka. Il fut le premier à présenter un rapport détaillé sur les ressources naturelles de la région et sur ses habitants, sur les îles et les terres proches du Kamtchatka, la péninsule Tchouktche et le Japon. Vladimir Atlassov fut tué lorsqu'il tenta de mater le soulèvement des colonies du Kamtchatka contre l'autorité de Moscou.